# Zhang, Peking
Zhang (kinesiska: 张) är en köping i Kina. Den ligger i stadsdistriket Shunyi, i den norra delen av landet, omkring 52 kilometer nordost om stadskärnan. Antalet invånare är 23 636. Befolkningen består av 11 398 kvinnor och 12 238 män. Barn under 15 år utgör 9,0 %, vuxna 15-64 år 79 %, och äldre över 65 år 10,0 %.